# Maitland, New South Wales
Maitland, New South Wales là một thành phố thuộc bang New South Wales, Úc.
Thành phố này có diện tích 392 km², dân số là 61.431 người.

## Khí hậu
| Dữ liệu khí hậu của Maitland      | Dữ liệu khí hậu của Maitland | Dữ liệu khí hậu của Maitland | Dữ liệu khí hậu của Maitland | Dữ liệu khí hậu của Maitland | Dữ liệu khí hậu của Maitland | Dữ liệu khí hậu của Maitland | Dữ liệu khí hậu của Maitland | Dữ liệu khí hậu của Maitland | Dữ liệu khí hậu của Maitland | Dữ liệu khí hậu của Maitland | Dữ liệu khí hậu của Maitland | Dữ liệu khí hậu của Maitland | Dữ liệu khí hậu của Maitland |
| Tháng                             | 1                            | 2                            | 3                            | 4                            | 5                            | 6                            | 7                            | 8                            | 9                            | 10                           | 11                           | 12                           | Năm                          |
| --------------------------------- | ---------------------------- | ---------------------------- | ---------------------------- | ---------------------------- | ---------------------------- | ---------------------------- | ---------------------------- | ---------------------------- | ---------------------------- | ---------------------------- | ---------------------------- | ---------------------------- | ---------------------------- |
| Cao kỉ lục °C (°F)                | 44.5 (112.1)                 | 44.5 (112.1)                 | 39.7 (103.5)                 | 34.0 (93.2)                  | 29.5 (85.1)                  | 24.6 (76.3)                  | 24.8 (76.6)                  | 30.5 (86.9)                  | 35.2 (95.4)                  | 39.5 (103.1)                 | 43.0 (109.4)                 | 42.2 (108.0)                 | 44.5 (112.1)                 |
| Trung bình ngày tối đa °C (°F)    | 30.3 (86.5)                  | 29.3 (84.7)                  | 27.5 (81.5)                  | 24.4 (75.9)                  | 21.2 (70.2)                  | 18.4 (65.1)                  | 18.0 (64.4)                  | 20.0 (68.0)                  | 23.3 (73.9)                  | 25.6 (78.1)                  | 27.0 (80.6)                  | 28.8 (83.8)                  | 24.6 (76.3)                  |
| Tối thiểu trung bình ngày °C (°F) | 18.1 (64.6)                  | 18.0 (64.4)                  | 16.0 (60.8)                  | 12.2 (54.0)                  | 8.2 (46.8)                   | 6.4 (43.5)                   | 5.5 (41.9)                   | 5.6 (42.1)                   | 8.4 (47.1)                   | 10.9 (51.6)                  | 14.4 (57.9)                  | 16.4 (61.5)                  | 11.7 (53.1)                  |
| Thấp kỉ lục °C (°F)               | 8.4 (47.1)                   | 9.8 (49.6)                   | 7.0 (44.6)                   | 0.7 (33.3)                   | −0.9 (30.4)                  | −1.8 (28.8)                  | −3.5 (25.7)                  | −4.5 (23.9)                  | 0.0 (32.0)                   | 3.0 (37.4)                   | 3.4 (38.1)                   | 5.3 (41.5)                   | −4.5 (23.9)                  |
| Lượng mưa trung bình mm (inches)  | 57.6 (2.27)                  | 108.5 (4.27)                 | 91.9 (3.62)                  | 82.5 (3.25)                  | 60.8 (2.39)                  | 86.0 (3.39)                  | 46.0 (1.81)                  | 35.6 (1.40)                  | 47.7 (1.88)                  | 57.1 (2.25)                  | 79.7 (3.14)                  | 63.4 (2.50)                  | 818.0 (32.20)                |
| Số ngày mưa trung bình            | 10.6                         | 11.6                         | 11.6                         | 12.0                         | 10.5                         | 12.8                         | 10.2                         | 8.5                          | 8.5                          | 9.0                          | 11.9                         | 10.4                         | 127.6                        |
| Nguồn: Bureau of Meteorology      |                              |                              |                              |                              |                              |                              |                              |                              |                              |                              |                              |                              |                              |